# Jerzy Ciesielski
Jerzy Ciesielski (ur. 12 lutego 1929 w Krakowie, zm. 9 października 1970 w Sudanie) – polski inżynier budownictwa, wykładowca Politechniki Krakowskiej i Uniwersytetu Chartumskiego, działacz społeczny, Czcigodny Sługa Boży Kościoła katolickiego.

## Życiorys
Był synem Filipa i Marii z domu Tatarczany oraz młodszym bratem Romana (późniejszego rektora Politechniki Krakowskiej, członka PAN i PAU, senatora RP). Uczęszczał w czasie okupacji niemieckiej do prywatnej Szkoły Handlowej E. Liberdy w Krakowie. Po wojnie studiował na Wydziale Budownictwa Lądowego Akademii Górniczo-Hutniczej, gdzie uzyskał dyplom magistra inżyniera (1954). Staż odbył w kombinacie nowohuckim. Od 1955 pracował w Zakładzie Badawczym Materiałów i Konstrukcji Wydziałów Politechnicznych Akademii Górniczej (następnie na Politechnice Krakowskiej), jednocześnie był konsultantem w Biurze Projektów Przemysłu Skórzanego „Biproskór”. W czerwcu 1960 obronił doktorat nauk technicznych na podstawie rozprawy Realizacja i straty siły naciągania przy odcinkowym sprężaniu powłok cylindrycznych. W 1968 habilitował się. Od października 1969 prowadził wykłady na Uniwersytecie w Chartumie jako visiting professor. Był autorem 41 publikacji z dziedziny konstrukcji żelbetowych oraz współautorem trzech patentów, członkiem Polskiego Związku Inżynierów i Techników Budownictwa oraz Naczelnej Organizacji Technicznej.
Niezależnie od studiów inżynierskich ukończył Studium Wychowania Fizycznego. Uprawiał piłkę ręczną, koszykówkę i wioślarstwo, należał do Akademickiego Związku Sportowego i Cracovii. Działał w harcerstwie i ruchu turystycznym, organizował spływy kajakowe.
Był aktywny w duszpasterstwie akademickim w Krakowie. Przyjaźnił się z Karolem Wojtyłą, który udzielił mu ślubu 29 czerwca 1957. Z małżeństwa z Danutą Plebańczyk miał troje dzieci – córki Marię (ur. 1958) i Katarzynę (ur. 1961) oraz syna Piotra (ur. 1962). Wraz z dwójką młodszych dzieci zginął w katastrofie statku na Nilu. Początkowo został pochowany na Cmentarzu Podgórskim w Krakowie (pas 1-1-4), uroczystościom pogrzebowym przewodniczył kardynał Wojtyła. W 1998 jego prochy zostały przeniesione do Kolegiaty Akademickiej św. Anny.

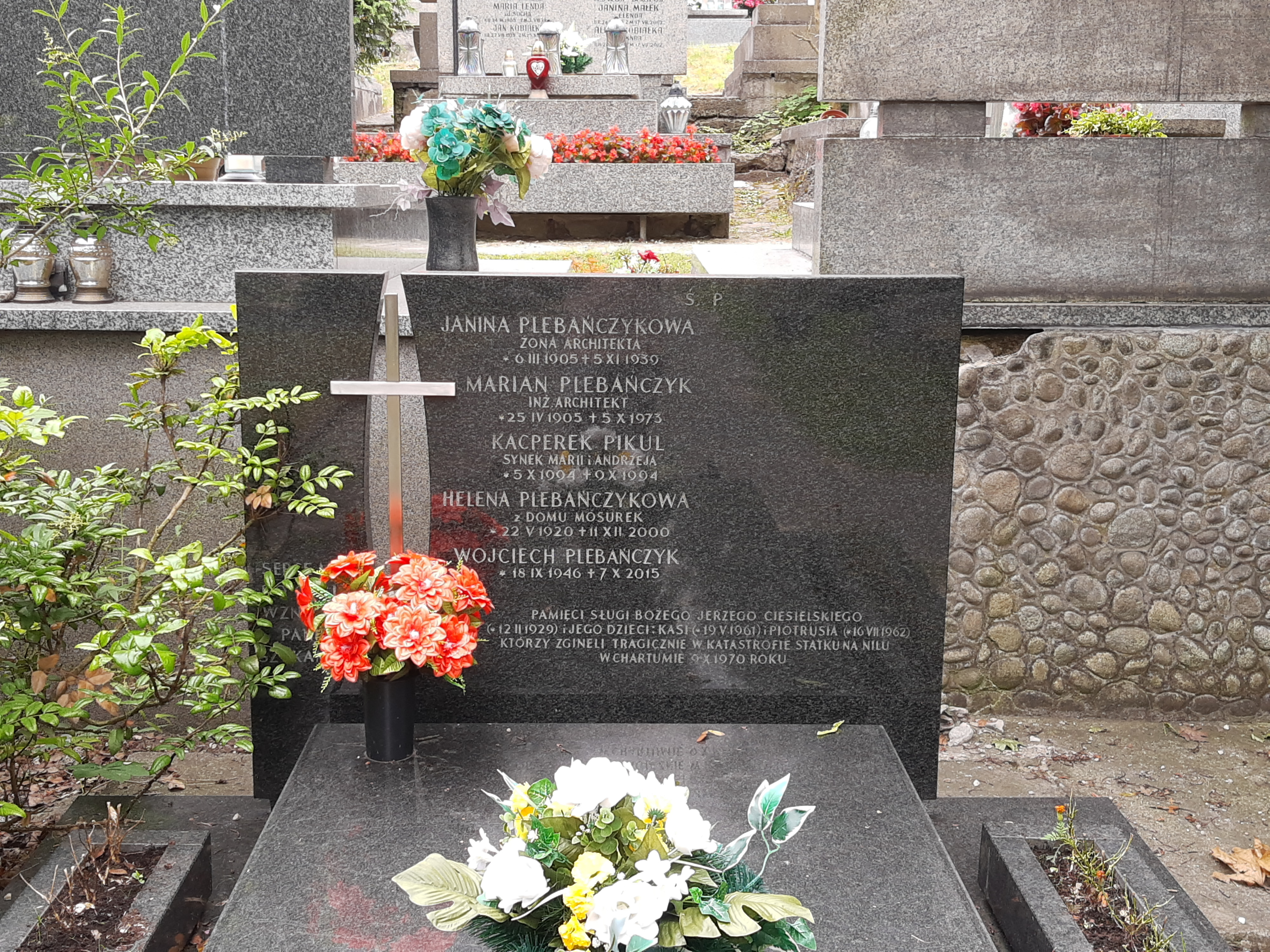
Dawny grób Jerzego Ciesielskiego na Cmentarzu Podgórskim

## Pamięć
W listopadzie 1985 Kuria Metropolitalna w Krakowie rozpoczęła proces beatyfikacyjny Jerzego Ciesielskiego. Tygodnik katolicki „Źródło” i Fundacja „Źródło” przyznają od 1997 nagrodę jego imienia dla osób działających na rzecz rodziny. Laureatami tej nagrody byli m.in. Jan Maria Jackowski, Włodzimierz Fijałkowski, Stanisław Kogut, Włodzimierz Bojarski. Od 2003 na Polanie Harcerskiej w Toporzysku k. Jordanowa, na której Jerzy Ciesielski często przebywał i modlił się wraz z Karolem Wojtyłą, w pierwszą sobotę czerwca odprawiana jest uroczysta Msza Święta w intencji rychłej beatyfikacji sługi Bożego. 17 grudnia 2013 papież Franciszek zezwolił na ogłoszenie dekretu o heroiczności cnót sługi Bożego Jerzego Ciesielskiego. Jerzy Ciesielski jest też patronem Zespołu Szkół Nr 1 w Mławie.